# 广汕公路
广汕公路是一條中华人民共和国廣東省內的市際公路，民國時開始修築，共和國後成 324国道连接广州至汕头的一段。1936年左右全部修通，為省道东路的第一干线，全长413.3公里。
其西起广州市天河区沙河连接燕岭路，途经增城、博罗、惠阳、惠州、惠东、海丰、陆丰、惠来、普宁等地抵达汕头市，全长533.8公里。是广州通往粤东及福建高速公路通車前的陆路交通大动脉。

## 广州段
全长69公里，其中：
- 沙河至李伯坳段（廣增公路，時稱禺東公路）始建于1928年11月，以官督民办形式于民国19年（1930年）3月建成通车，長度30公里，連接先烈東路到高塘石[2]；
- 荔枝坳（與博羅縣交界點）到增城縣東門段，原稱增博公路，由廣東省政府於民國10年（1921年）規劃興築以廣州為中心，向四方向放射幹線中東幹線的一段，長6.5公里。時省政府委託增城縣政府，向公眾發售每張面額10元（毫銀）的股票1500張，籌款修築。時路基只修築至4～5米闊，路面闊3～4米，彎多坡陡[3]。
- 增城县城西門至李伯坳段（廣增公路），長度43.25公里，於民國17年（1928）以官督民辦的形式籌建，1931年通车。修建資金部分來自利群公司向民間發行的1000股股票募集，每股200元（毫銀）；部分由廣東省財政廳補助撥款10.86萬元（毫銀）。工人由築路委員會徵召沿路鄉民擔當。

1938年为阻止日本侵华曾全面破坏，1945年9月29日恢复通车，解放战争时曾被破坏，1950年修整恢复通车。后经多次平整、扩宽。廣汕公路龍眼洞至沙河路段，最初為廣州公路局管轄路段。1967年劃為市區管理道路。

### 现况
目前市区至长安路段建成宽60米、双向6车道加4条辅道快速路，为内环路放射线之一。2006年底开始对长平至金坑公路，长7.183公里的路段，按公路一级标准，双向8车道扩建。

#### 分段情况

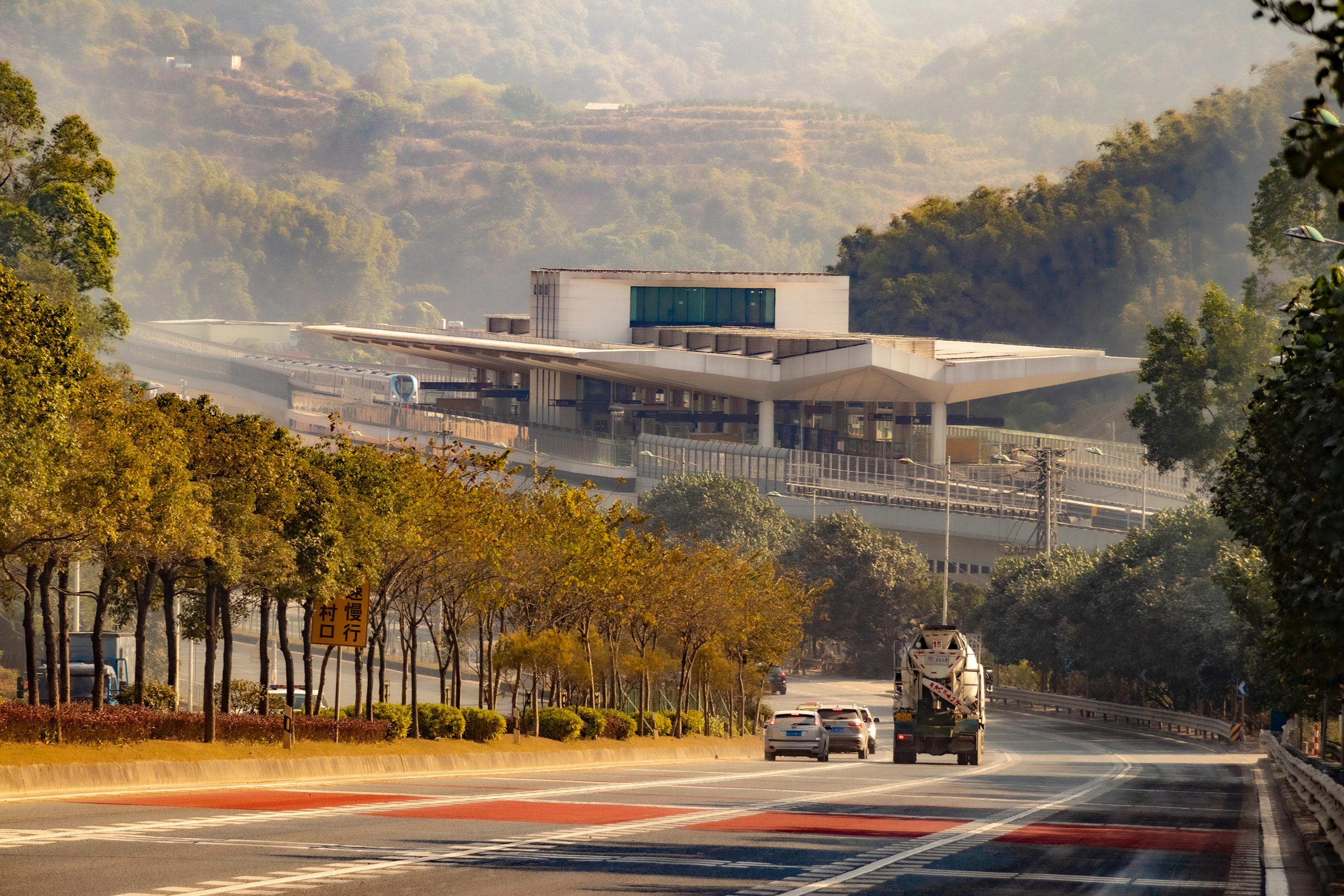
金坑地铁站附近一段广汕公路

未提及路段一般以广汕公路为名。
| 路段起点                         | 路段终点                   | 路牌上指示路名 |
| -------------------------------- | -------------------------- | -------------- |
| 天河区沙河广州大道与先烈东路路口 | 天河区禺东西路与兴华路路口 | 禺东西路       |
| 天河区禺东西路与兴华路路口       | 天河客运站前               | 燕岭路         |
| 天河客运站前                     | 天河区华南快速干线龙洞出口 | 天源路         |
| 天河区华南快速干线龙洞出口       | 天河区柯木塱               | 广汕一路       |
| 天河区柯木塱                     | 黄埔区广汕大观北路口       | 广汕二路       |
| 增城区中新镇广汕新中路口         | 增城区广汕坑贝路口         | 风光路         |
| 增城区广汕坑贝路口               | 增城区公安局交警大队车管所 | 朱村大道       |
| 增城区公安局交警大队车管所       | 增城区雁塔大桥             | 增城大道       |

#### 公共交通
- 广州地铁3号线 燕塘站
- 广州地铁6号线 燕塘站、天河客运站、长湴站、植物园站、龙洞站、柯木塱站、高塘石站、黄陂站
- 广州地铁14号线 镇龙站
- 广州地铁21号线 金坑站、镇龙西站、镇龙站、中新站、坑贝站、凤岗站、朱村站、山田站、钟岗站、增城广场站

均在广汕公路广州段邻近位置设置出入口。

## 惠州段
全长146.4公里，1991年进行改造，1992年12月改造完成，成立广东广汕公路惠州段有限公司，经营管理该路段。
其中
- 惠州水北至博罗段，原稱惠博公路，全长25公里。1928年（民国17年）修筑，以政府投资、商民集资修筑而成。之後接駁增城荔枝坳[4]。1939年为阻止日本侵华曾全面破坏，1946年修复。
- 惠州南門至平山河頭段，原為惠平公路，全長39公里，是惠州市境的第一條公路。於1920年11月動工，由惠州知名人士張友仁會同惠州商會、省公路處編報《惠平公路呈請建築方案申請書》。經費以工代賑10萬元，惠州各界認股籌16萬元，餘由省財政廳和公路處補足，时省财长廖仲凯給予協助[5]。以舊驛路（含1911～1913年修築的馬安至平潭軍路）為基礎，以紅珠碎石及山石鋪築路面。1921年（民國10年）5月1日通車至馬安，1926年（民國15年）通平山完成全段。1928年改为公办公路。
- 平山到海豐鲘门段，原為鲘平公路，惠海公路，全長14.8公里。民國12年（1923）由商民投資修建，民國20年(1931)建成通車。

### 现况
目前属于惠州市东西主干道。惠东汽车站路口以东路段为228国道，324国道共线段。

#### 分段情况
未提及路段一般以广汕公路为名。
| 路段起点               | 路段终点                 | 路牌上指示路名 |
| ---------------------- | ------------------------ | -------------- |
| 博罗县福田镇福田村     | 博罗县福田镇罗村         | 福中路，福东路 |
| 博罗县龙华镇前湖       | 博罗县龙华镇龙华龙桥路口 | 龙华大道       |
| 博罗县源新村           | 博罗县博罗金泉路口       | 博罗大道       |
| 博罗县博罗金泉路口     | 惠阳区平潭镇乌塘大桥     | 惠州大道       |
| 惠阳区平潭镇乌塘大桥   | 惠东县碧山村             | 惠东大道       |
| 惠东县平山街道青河路口 | 惠东县惠东汽车站路口     | 环城北路       |

## 汕尾段

### 海豐段
鵝埠伯公坳到可塘白沙段，全長為72.5公里（其中三級公路43.5公里，四級29公里），有鵝埠、圓墩、鮜門、梅隴、海城、圓山嶺等6個停靠點。

#### 现况
鵝埠—鮜門段改造为深汕大道，其中鹅埠—赤石圆墩段为双向八车道+辅道双向四车道设置，另建设有深汕大桥，圆墩隧道以截弯取直，原赤石圆墩村路段改称宜城大道。
其他路段为双向四车道一级水泥公路，均属于228国道，324国道共线路段。
海城镇，城东镇，梅陇镇的路段都进行外绕改道，三镇旧路段分别改为红城大道、梅陇大道。

### 陆丰段
全长53.4公里。海丰圆山岭起，经陆丰的湖陂、潭西、河西，东海、城东、博美、内湖、铜锣湖、华侨、头珩、双坑至惠来县交界，始建于民国22年（1933年）。

## 汕头段
广汕公路由潮南区陈店镇进入汕头境内，止于汕头市濠江区礐石，通过礐石大桥连接汕头市区。
全長103.1公里。原為東幹線的普陸路（池尾至陸豐）及普汕路（池尾至汕頭）的一段接連而成。廣汕線起點礐石，經潮陽縣棉城、普寧縣流沙、池尾、葵潭，至陸豐交界的雙坑止。雙坑至汕頭段皆始築於民國17年（1928），於民國19年（1930）建成，惟因蜈田嶺高、坡陡、石多，難修而止於磊口。直至民國34年（1945）11月修築礐石至磊口段，全線始通。
路線是各縣分築，由商民集資，官督民辦延接而成，由東路行車管理處行車。自民國22年（1933）11月21日起可由磊口乘車直至惠州，並於民國23年（1934）3月8日在磊口補行廣汕通車典禮。